# Plotin
Vous lisez un « bon article » labellisé en 2010.
Ne doit pas être confondu avec Platon.
Plotin (en grec ancien : Πλωτῖνος, en latin : Plotinus), né en 205 à Lycopolis et mort en 270 à Naples, philosophe gréco-romain de l'Antiquité tardive, est le représentant principal du courant philosophique appelé « néoplatonisme » : à travers lui, la pensée grecque classique affronte désormais les mouvements gnostiques plus ou moins proches du christianisme et du manichéisme. Continuateur d’un Musonius Rufus, d’un Sénèque, d’un Épictète, Plotin est l’un des grands philosophes de l’époque impériale et un authentique sage de la Grèce. Il installe son école à Rome en 246, où Amélius fut son premier disciple. Sa relecture des dialogues de Platon fut une source d'inspiration importante pour la pensée chrétienne alors en pleine formation, notamment pour Augustin d'Hippone, et elle influença de manière profonde la philosophie occidentale. L'intégralité de ses écrits a été publiée par son disciple Porphyre de Tyr, qui les a réunis sous la forme d’Ennéades, en groupes de neuf traités.
L'originalité de la pensée de Plotin tient à une réflexion d’une grande subtilité, élaborée à partir de Platon et d'Aristote, et où métaphysique et mystique se fondent et se confondent. Pour Plotin, l'univers est composé de trois réalités fondamentales : l'Un, l'Intellect et l'Âme. L'homme, partie du monde sensible, doit, par le plus haut degré d'intériorité, remonter de l'Âme à l'Intellect, puis de l'Intellect à l'Un et accomplir ainsi une union mystique avec le Dieu par excellence. La recherche du salut implique en effet pour l’âme une ascension spirituelle, loin du monde d’ici-bas, « au-delà de l’intellect et de la connaissance » (ἐπέκεινα νοῦ καὶ νοήσεως), vers la réalité vraie, le Bien, principe suprême identifié à la Beauté, que Plotin nomme l’Un ou Dieu. Ni mysticisme chrétien, ni contemplation de Dieu pour l'initié des mystères, la philosophie de Plotin est une exhortation à réintégrer notre vraie patrie, c’est tout le sens de l’allégorie d’Ulysse évoquée par Plotin : aux sortilèges de Circé et à la beauté de Calypso, Ulysse préféra le retour à Ithaque, sa patrie. Plotin nous invite à réintégrer notre parenté ontologique avec le divin, au moyen d’une ascèse purificatrice. Par une intuition de « l'Intellect embrasé d’amour », cette ascension spirituelle conduit l’âme, enfin unifiée, débarrassée de tout le superflu et de l’individualité qui la barricadait dans ses limites, à devenir « lumière véritable » et à voir « l’éclat divin de la vertu et la tempérance siégeant sur un trône sacré ». Ainsi comprise, cette purification, selon le mot de Jean Trouillard, « délie l’âme, non pas pour l’immerger dans un abîme mystique où elle s’annule, mais pour rendre à son jeu sacré toute son ampleur et sa lucidité ».

## Biographie

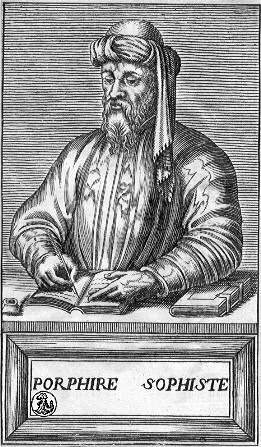
Porphyre de Tyr, auteur de la Vie de Plotin, d'après une gravure française du XVIe siècle.

On sait peu de choses de la vie de Plotin. La plupart de nos connaissances à son sujet viennent de la biographie que Porphyre consacra à son maître, la Vie de Plotin, et qu'il rédige entre 300 et 301, en introduction à son édition des Ennéades . La pauvreté de nos informations au sujet de Plotin peut s'expliquer par le peu de place qu'il accorde dans sa philosophie à l'individualité de la personne humaine, car celle-ci constitue un obstacle majeur à la quête du philosophe vers la sagesse, à travers l'identification de l'homme avec l'Un, premier principe à l'origine du monde.
Selon toute vraisemblance, Plotin naît en 205, à Lycopolis (Haute Égypte), ville qui appartient alors à l'Empire romain et où la culture grecque est vivante, probablement au sein d'une famille de hauts fonctionnaires romains. Il fait partie de ceux qui, ayant reçu une bonne éducation, se considèrent comme Grecs de langue et de culture. À 28 ans, Plotin part étudier la philosophie à Alexandrie, auprès du platonicien Ammonios Saccas, un guide spirituel, chrétien (apostat ou non) dont l’enseignement est purement oral : ni genre littéraire, ni simple matière d’enseignement, la philosophie est, depuis Épictète et même Philon d'Alexandrie, une initiation à la vie spirituelle destinée à former les âmes et à donner à l’homme déjà mûr un genre de vie nouveau. Aussi Plotin demeure-t-il auprès de ce maître pendant onze années, de 232 à 243.
À 39 ans, en 244, son intérêt pour les philosophies orientales et indiennes le pousse à rejoindre l'armée de Gordien III qui marchait contre la Perse. La défaite de cette armée et la mort de Gordien, tué en 244, obligent Plotin à se réfugier pour un temps dans la ville d'Antioche, capitale de la province de Cœlé-Syrie  — une opération qui n'alla pas sans difficulté.
Plotin gagne ensuite Rome, alors sous le règne de l'empereur Philippe l'Arabe, et il y réunit quelques disciples dans une école philosophique, qui recevra, à l’époque moderne, le nom d'école néoplatonicienne de Rome (246). Le terme école ne doit pas être entendu au sens d’« institution » : les disciples de Plotin forment un cercle restreint et informel de gens distingués groupés autour d’un directeur de conscience. Plotin enseigne en grec dans la maison de Gémina, la femme du futur empereur Trébonien, et il s'attire la protection de l'empereur Gallien et de son épouse, Salonine. Son enseignement est essentiellement oral ; dans le milieu de la société romaine instruite et aisée, il a pour disciples Porphyre de Tyr, Amélius, des médecins comme Paulinus de Scythopolis, et Eustochius, un poète comme Zoticus, le banquier Sérapion, et quelques hommes influents, les sénateurs Castricius Firmus, Marcellus Orontius, Sabinillus et Rogatianus. Ce succès s’explique par les qualités de cœur et d’esprit que ces auditeurs, affinés par la culture et la vie mondaine, demandent à un directeur de conscience. Il faut attendre 254 pour qu'il commence à rédiger des textes, qui formeront plus tard son œuvre fondamentale : les Ennéades. Il songe à fonder en Campanie une cité de philosophes qui se serait appelée Platonopolis, où ses amis et lui auraient pu mener une sorte de vie conventuelle et régulière, sur le modèle prôné par Platon, mais, faute de recevoir l’assentiment de l’empereur Gallien, ce projet échoue,.
Parmi ses auditeurs se trouvent des gnostiques, vraisemblablement chrétiens et rompus au platonisme, notamment des séthiens, qui mêlent à la spiritualité de Platon les révélations orientales de Zoroastre ou de Zostrien. Pendant longtemps, Plotin compose avec ces gnostiques, considérés comme des « amis » qu’il inclut dans le cercle de ses disciples, sectateurs des « mystères de Platon ». Mais après « maintes réfutations dans ses cours », et une crise qui « met longtemps à mûrir », la discussion devient conflit avec eux vers 264, et Plotin rompt avec éclat en rédigeant le traité Contre les gnostiques (Ennéades, II, 9), tandis que son disciple, Porphyre, rédige peu après son traité Contre les chrétiens. En 268, Plotin envoie Porphyre, en proie à des pensées suicidaires, loin de l'atmosphère de Rome, à Lilybée en Sicile, dans l’espoir qu'il puisse y trouver repos et apaisement. En 269, Amélius — son premier disciple — le quitte pour rejoindre l'école néoplatonicienne de Numénios d'Apamée. Après l'assassinat de Gallien, Plotin, très proche de l'ancien empereur, doit quitter Rome. Accablé par la maladie, il est accueilli en Campanie, dans les propriétés de son disciple, le médecin Zéthus. Il meurt à Naples, en 270, des suites de sa maladie — probablement une tuberculose — assisté par Eustochius, dernier disciple resté à son chevet.
Durant les deux dernières années de sa vie, Plotin continue à écrire, et il envoie ses traités en Sicile à Porphyre pour que celui-ci les corrige et les publie par la suite. Porphyre s'exécute en publiant les Ennéades entre 300 et 301, auxquelles il ajoute en introduction une courte biographie de Plotin. Porphyre ne se contente pas de compiler les œuvres de Plotin, il les trie, les divisant ou les fusionnant, pour les classer dans un ordre particulier.
À la fin de sa Vie de Plotin, Porphyre confie que son maître avait réussi à atteindre par quatre fois l'union mystique avec Dieu.

## LesEnnéades

### Présentation

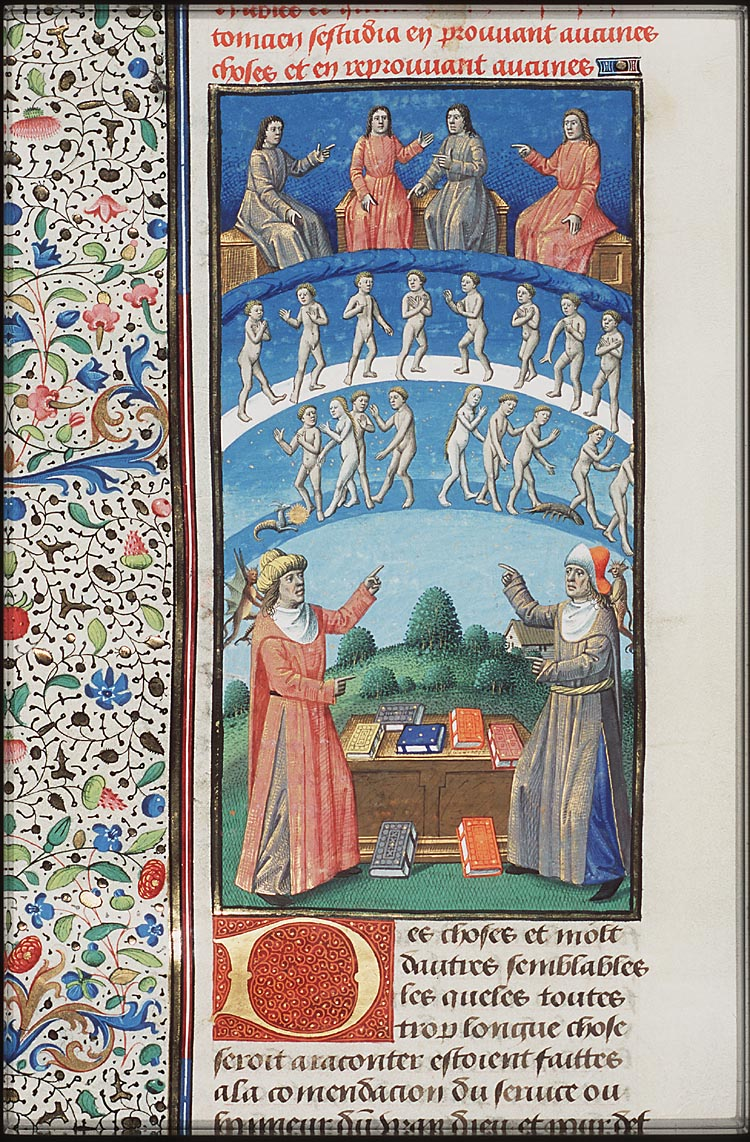
Porphyre, éditeur des Ennéades, qui converse avec Plotin (manuscrit médiéval).

Les œuvres de Plotin ont été éditées par Porphyre de Tyr qui les a présentées en six Ennéades comprenant chacune neuf traités (ennéa en grec désigne le chiffre neuf), dont la taille, très diverse, va de deux ou trois pages à une centaine. Ce regroupement est thématique et non chronologique. On sait par exemple que le premier traité de la première Ennéade est chronologiquement l'un des derniers qu'a écrits Plotin.
Suivant la tradition en vigueur à l’époque impériale, les traités de Plotin reflètent la forme de son enseignement oral : ses cours consistaient en commentaires de textes de Platon et d’Aristote suivis d’une séance de discussion entre le maître et les disciples,. De là les suites de questions et réponses qui émaillent tant de traités, à l’aspect de discussion d’école sténographiée. De là aussi la recherche de l’effet immédiat et profond et le souci de mettre les doctrines au service de thèmes de prédication, « trait absolument général de l’époque » comme l’a montré Émile Bréhier. On cherchera donc en vain dans l’œuvre de Plotin le développement graduel d’une doctrine selon un plan arrêté à l’avance : son œuvre se décompose en thèmes de prédication spirituelle que la doctrine platonicienne permet de soutenir. Ainsi, la première Ennéade, dévolue aux questions éthiques, traite le thème de la vie spirituelle et indépendante de l’âme, la deuxième et la troisième sont consacrées à la philosophie naturelle et à la cosmologie, la quatrième à des questions métaphysiques relatives à l'Âme, la cinquième à l'Intellect, la sixième aux nombres en général et à l'Un en particulier.

### Langue et style
Plotin n'est pas un auteur facile à lire ; même si ses traités sont courts, la pensée toujours très dense résiste souvent à une appréhension directe ou immédiate. Chacun de ses traités, bien qu'il tente de répondre à une question particulière, ne peut faire l'économie de tout le système plotinien. Leur signification doit souvent être rattachée aux dialogues de Platon, aux traités d’Aristote ou à leurs commentateurs, ou encore aux conceptions des stoïciens, auxquels Plotin fait allusion sans les nommer.
Style
Au dire de Porphyre, Plotin, « dans ses cours, avait la parole facile ». Cette aisance se reflète dans la phrase de Plotin, phrase parlée mais non oratoire, qui rappelle la parole nuancée du maître dans son cours familier : c'est à ce caractère oral de sa phrase qu’il faut attribuer les parenthèses où Plotin traite brièvement une question sous forme de digression, les répétitions de la même idée en deux formules successives (ou dittographies), et les raccourcis fréquents, quand le professeur qui parle ne s’attarde pas à développer un point que son auditoire connaît bien. Son style, porté par l’enthousiasme du prédicateur, ne va pas sans une certaine enflure, et la structure de ses phrases se surcharge d’une accumulation de noms ou de propositions. Dans l’emploi des mots et des tournures, Plotin commet en grec quelques incorrections, à l’oral comme à l’écrit, au point que Longin, le lisant, eut l’impression de posséder des copies fautives.
Apophase
La difficulté des écrits de Plotin est encore renforcée par un langage où poésie et métaphysique se mêlent pour faire entrevoir l’indicible. Pour Plotin, le langage ne peut pas rendre compte de toute la réalité. L'Un se dérobe à tout énoncé à son sujet ; étant au-delà de l'être, au-delà de la vérité, il est impossible de dire quoi que ce soit à son sujet. Plotin avertit son lecteur : « Le principe suprême est véritablement ineffable. […] Nous ne saurions le connaître ni le saisir par la pensée. […] Nous ne savons ce qu’il faut dire, et cependant nous parlons de l’ineffable et nous lui donnons un nom, voulant nous le signifier dans la mesure du possible. » L'Un est ineffable, nous ne pouvons lui attribuer aucune détermination particulière. En cela, Plotin est le père de la théologie apophatique, ou théologie négative. Une des manières possibles d’en parler est un discours négatif ; on ne peut pas dire ce que l'Un est, on peut simplement essayer de l'approcher en disant ce qu'il n'est pas, « par suppression des contraires » (ἀφαιρέσει τῶν ἐναντίων) ou en parvenant à le contempler :

« Qu'on le saisisse donc lui-même en prenant notre essor à partir de nos propos : on le contemplera alors, bien que l'on soit incapable de parler comme on le veut. Mais si on le voit en soi-même en abandonnant tout discours, on soutiendra qu'il est par lui-même ce qu'il est. »

— Plotin, Ennéades VI, 8 [39].
Métaphore et analogie
Pourtant, Plotin ose parfois des assertions fortes au sujet de l'Un : « Il est à la fois objet d'amour et lui-même amour, c'est-à-dire qu'il est amour de soi ». Mais ces assertions relèvent de la métaphore et de l’analogie. Plotin applique au Principe suprême, par suréminence, les qualités nécessairement imparfaites des êtres humains : il utilise le procédé d’affirmation par analogie avec la manière d’agir d’un homme sage. Ce procédé vise la persuasion. Les traités de Plotin sont la transcription de débats vivants et des échanges ou objections faites à Plotin lors de ses cours et, à ce titre, l'usage de la métaphore est nécessaire pour tenter de faire comprendre ce qu'est l'Un à son auditoire.
Mythe
De la même façon, le discours mythique vient encore renforcer les moyens dont use Plotin pour parler de ce dont on ne peut rien dire. Le plus souvent le mythe est utilisé comme un mode d'expression symbolique et commode parce que concret ; ainsi présente-t-il le retour d’Ulysse à Ithaque comme la métaphore du retour de l’âme dans sa patrie, et l’image de Narcisse, comme le reflet illusoire et sans consistance d’une Beauté supérieure. En tant qu’images (μιμήματα) les mythes reflètent la vérité, mais ils la signifient en la dissimulant, d’où la nécessité de les interpréter. Or, Plotin a varié dans l’interprétation de ces mythes. « Peu soucieux de la cohérence et de la propriété de ses allégories », il leur attribue parfois une polyvalence inhabituelle : Zeus désigne aussi bien le démiurge que l’Âme du monde, mais dans d'autres passages, Zeus devient la « représentation auxilaire de l’Intelligence ; il peut aussi figurer l’Un et se prêter ainsi à l’expression de chacune des trois hypostases ». Plotin n’hésite donc pas à prendre une extrême liberté avec l’interprétation traditionnelle homéro-hésiodique.
Lorsqu’il veut expliciter les points les plus ineffables de son système, comme les rapports hiérarchiques entre les hypostases du monde invisible, Plotin conjugue audacieusement métaphysique et mythe. C'est alors que le mythe devient un discours à finalité didactique, qui permet de rendre accessible à la raison humaine quelque chose qui dépasse de loin ses capacités,. Ainsi, l’exégèse du mythe d’Aphrodite et de la naissance d’Éros, dans le traité De l’Amour, suffit à elle seule à faire comprendre comment l’allégorie plotinienne peut fonctionner comme expression philosophique. Plotin explique qu’en raison de leur caractère narratif, les mythes « doivent séparer dans le temps les circonstances du récit, et distinguer bien souvent les uns des autres des êtres qui sont confondus et ne se distinguent que par leur rang ou par leurs puissances » : le mythe introduit en effet du temps et isole des éléments (l’âme et le corps, la matière et la forme), là où il n’y a jamais eu que des réalités indivises. Les légendes d’Aphrodite et d’Éros figurent les subtiles relations d’ordre et de puissance entre l’Âme et l’Intelligence. Sous forme généalogique, ce mythe énonce les rapports entre ces hypostases, êtres inengendrés : « l’état indéterminé de l’Âme, la migration des raisons qui s’écoulent de l’Intelligence pour descendre dans l’Âme, la conversion de l’Âme vers l’Intelligence, autant de phénomènes qui échappent au morcellement temporel mais que le mythe doit étaler dans la durée. » C’est ainsi que le mythe devient chez Plotin un instrument d’analyse et « d’enseignement pour éclairer notre pensée », comme il le dit lui-même (διδασκαλίας καὶ τοῦ σαφοῦς χάριν). Loin de l’opposition du mythos et du logos, Plotin a tenté de faire un seul système du mythe de la destinée de l’âme et de l’univers et des raisonnements à base mathématique de Platon.

## Influences

### Platon et les Grecs

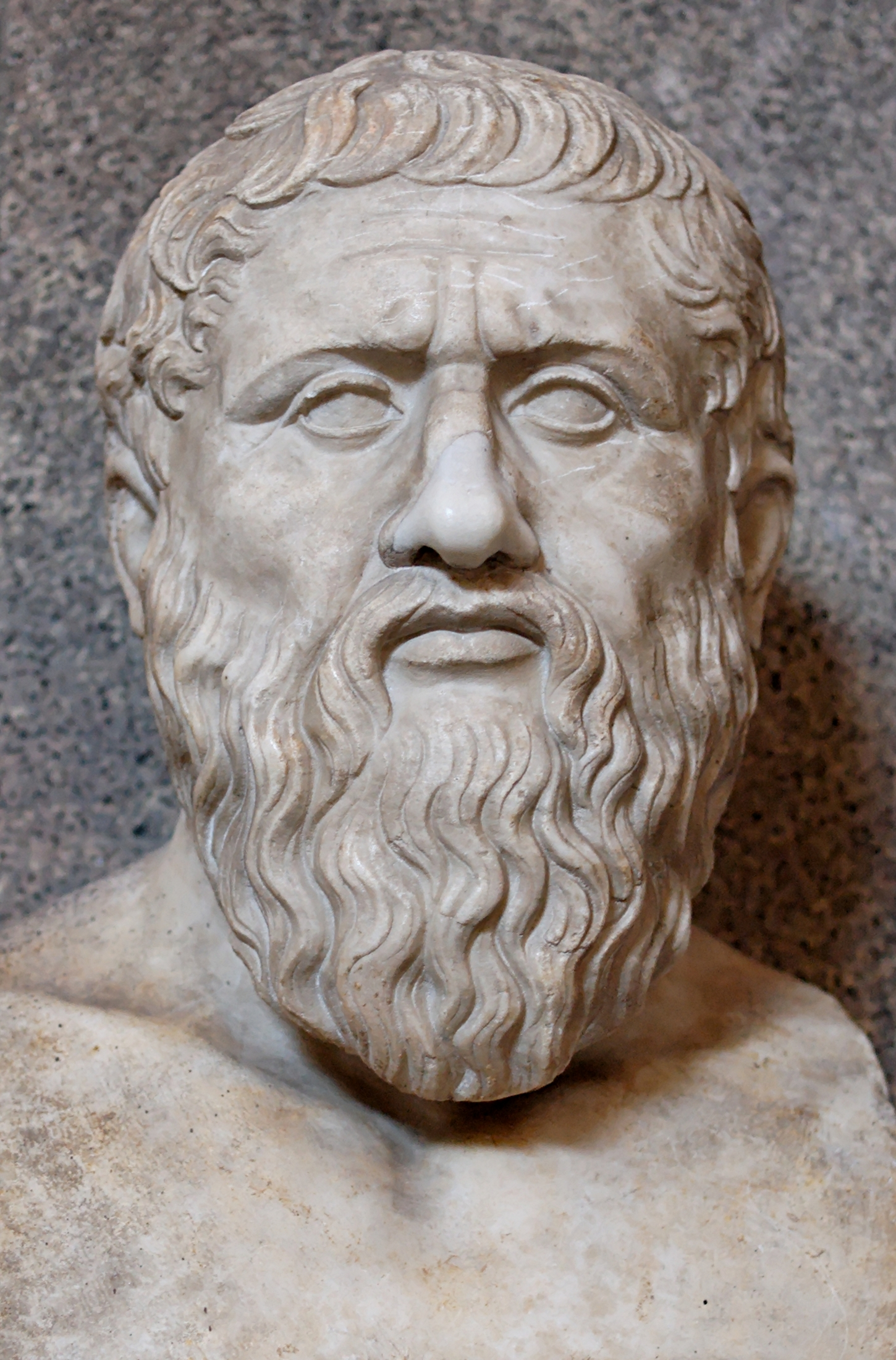
Buste de Platon. Copie romaine d'un original grec du dernier quart du

Plotin conserve de la grande tradition hellénique l’idée d’un cosmos unique, intelligible et harmonieux. Il connaît bien ses prédécesseurs philosophes. Dans ses traités, se trouvent de nombreuses allusions, explicites ou non, à Pythagore, Aristote, aux péripatéticiens, au stoïcisme, à l'épicurisme ou encore aux gnostiques auxquels il s'oppose. Mais Plotin dépendait aussi de commentateurs, surtout Alexandre d'Aphrodise. L'influence de Numénios d'Apamée fut décisive, au point que Plotin fut accusé de l’avoir plagié. Selon la spécialiste Alexandra Michalewski, « Amélius dut écrire un traité Sur la différence des dogmes de Plotin et de Numénius pour disculper son maître » de cette accusation de plagiat.
Mais Platon reste sa principale source d’inspiration ; à l’époque de Plotin, le maître est avant tout un commentateur, c’est pourquoi il cite Platon et le prend pour point de départ dans presque chacun des cinquante-quatre traités des Ennéades. Il emprunte à Platon des thèmes importants : la transcendance de l'Un comme premier principe (Parménide), le problème de l'un et du multiple, la théorie des Formes (La République), les genres de l'être (Le Sophiste), ou l'intérêt pour l'amour (Le Banquet, Phèdre). Plotin se présente d'ailleurs comme un exégète de l'enseignement de Platon :

« La Cause étant l'Intelligence, Platon nomme Père le Bien absolu, le Principe supérieur à l'Intelligence et à l'Essence. Dans plusieurs passages, il appelle Idée l'Être et l'Intelligence. Il enseigne donc que du Bien naît l'Intelligence ; et de l'Intelligence, l'Âme. Cette doctrine n'est pas nouvelle : elle fut professée dès les temps les plus anciens, mais sans être développée explicitement ; nous ne voulons ici qu'être les interprètes des premiers sages et montrer par le témoignage même de Platon qu'ils avaient les mêmes dogmes que nous. »

— Plotin, Ennéades V,1 [10]
Tout en se tournant vers Platon et en se plaçant sous son autorité, Plotin l'adapte à sa propre pensée. Sa lecture de Platon a une importance telle qu'elle influence longtemps la compréhension du platonisme originel, notamment en donnant une place centrale à la contemplation dans l'œuvre de Platon.

Plotin se présente cependant comme un commentateur et ne prétend pas faire œuvre originale. Julien Saiman écrit, en s'appuyant sur Pierre Hadot : 
« Plotin ne veut être qu'un commentateur de Platon, d'Aristote et des Stoïciens, par modestie mais aussi parce que cela est d'usage dans les écoles hellénistiques (P. Hadot fait remonter la tradition du commentaire comme exercice philosophique par excellence au Ier siècle av. J.-C.), mais même s'il ne s'est pas voulu original, Plotin l'est. »

### Philosophie indienne
Porphyre de Tyr, dans sa Vie de Plotin, rapporte que « [Plotin] arriva à posséder si bien la philosophie, qu'il tâcha de prendre une connaissance directe de celle qui se pratique chez les Perses et de celle qui est en honneur chez les Indiens ». Il accompagne, à 39 ans, l'empereur Gordien III lors d'une expédition militaire dans ces contrées. Une hypothèse écartée par l'indianiste Olivier Lacombe est de dire que Plotin cherche à penser l'hellénisme « contre l'Orient iranien et indien ». Le spécialiste de Plotin Émile Bréhier voulait déjà réfuter cette hypothèse dans son livre La Philosophie de Plotin publié en 1928.
Pour Olivier Lacombe, il y a « une affinité profonde », « aux résonances multiples » entre des aspects importants des Ennéades de Plotin et les Upanishad de la pensée indienne. Plotin n'est d'ailleurs pas le premier Hellène à s'intéresser de près à la philosophie indienne, puisque Diogène Laërce rapporte le cas de Pyrrhon d'Élis, fondateur du scepticisme, qui se propose « un idéal pratique inspiré de l'ascétisme des gymnosophistes ». Les gymnosophistes, littéralement « sages nus » sont des samnyâsin et des yogis indiens qui méditent dans la retraite et méprisent la douleur.
Ce sur quoi Plotin est proche des Upanishad, c'est la volonté d'abolir les relations de l'ego avec « le cosmos », « les autres consciences » et « le Principe suprême et universel ». Selon Lacombe, il s'agit là d'une interprétation de la « connaissance de soi » (gnothi seauton) qui diffère essentiellement de « la morale philosophique traditionnelle » et du cogito cartésien, mais aussi de la religion vue comme « relation vécue de la créature à son Créateur ». Il convient d'écarter tout ce qui nous masque « la présence centrale et inadmissible de l'absolu ». Contrairement à la philosophie grecque traditionnelle qui voit dans l'infini l'absence négative de limite, les Upanishads et Plotin vont conceptualiser positivement l'absolu comme infini et indifférencié. C'est l'Un chez Plotin et l'Advaïta védanta (non-dualité) dans la doctrine vedântique. De même, Plotin et le védantisme distinguent la « dimension mystique » et la « dimension philosophique ». La première relève de l'« expérience fruitive de l'absolu », selon l'expression de Jacques Maritain, et la deuxième relève de la systématisation intellectuelle et doctrinale. Le védantisme met cependant davantage l'accent sur l'extase (ek-stasis) ou sortie hors du monde, tandis que le plotinisme conserve une place importante dans son système pour l'« intelligibilité » et la « beauté » du cosmos, comme le veut la tradition grecque dont il hérite. Ainsi, c'est plutôt dans leur dimension mystique que le Vedânta et Plotin sont à rapprocher.
L'indianiste Jean Filliozat fait l'hypothèse que les emprunts dans le monde gréco-romain aux doctrines indiennes pourraient n'être que des coïncidences, ou un parallélisme dû à des intérêts et réflexions spéculatives communes mais sans rencontres. Cependant, Filliozat écarte cette hypothèse à cause des échanges et communications avérées entre le monde gréco-romain et le monde indien dans l'Antiquité tardive. Pourtant, explique Lacombe, il paraît difficile de voir l'influence du Vedânta sur Plotin comme « massive » ou « lourde », étant donné que nous trouvons dans le texte des Ennéades des analogies entre les deux doctrines et non des emprunts explicites.
Par exemple, le thème de la Mâyâ d'origine bouddhique, si proche du platonisme puisqu'il évoque l'illusion fondamentale du monde des apparences, ne semble pas avoir été communiqué à Plotin. De même, les textes indiens sur la mémoire et la « persistance de la conscience personnelle » dans « l'état absolu », proches des textes plotiniens, ne semblent pas avoir été connus du philosophe alexandrin. Lacombe écrit :

« Rien, chez Plotin, ne laisse pressentir que ces vieux textes savoureux aient été connus de lui, fût-ce par ouï-dire. Son enquête sur les états de la conscience individuelle se poursuit parallèle et sans référence à celle de l'Inde. »

Selon Lacombe, l'absence de mention du yoga chez Plotin est elle aussi étonnante, vu la relation étroite de cette pratique avec la mystique indienne transmise dans le Vedânta. Mais peut-être cela vient-il du « dédain du corps » de Plotin, selon Porphyre. Émile Bréhier propose, quant à lui, l'explication suivante : Plotin n'aime pas faire étalage de son érudition, et il ne mentionne pas plus la philosophie des non-Grecs que la religion chrétienne dans sa version orthodoxe, alors même qu'il débat avec les gnostiques. Mais selon Lacombe, même si Plotin fuit l'érudition, il n'y a tout de même pas de « trace » dans les Ennéades qui indiquerait que Plotin ait subi l'influence de ou dialogué avec quelque texte ou personnalité du brahmanisme.
Lacombe conclut que l'influence de la pensée indienne sur Plotin n'est pas massive ou lourde, mais insuffisante et schématique : de nature « incitatrice ».

### Influence de Philon d'Alexandrie
Bien que Plotin se présente principalement comme un commentateur de Platon, plusieurs études philologiques et historiques ont mis en évidence les parallèles textuels significatifs entre les œuvres de Philon d'Alexandrie et les Ennéades. Ces travaux suggèrent que Plotin aurait emprunté à Philon certaines conceptions fondamentales, notamment celles concernant l'infinité divine et les puissances intermédiaires, notions peu développées dans la philosophie grecque classique.
Henri Guyot, dans sa conclusion, résume son analyse de cette filiation intellectuelle:

« Deux faits ressortent, semble-t-il, de ce travail. En premier lieu, Plotin a lu Philon, non seulement chez Numénius le pythagoricien, mais chez Philon même, et il s'en souvient aux endroits que nous avons signalés. Les textes rapprochés présentent en effet des ressemblances de pensée et de langage, que la spéculation antérieure ou postérieure à Philon ne suffit pas à expliquer. Ces réminiscences, en second lieu, portent principalement sur la notion d'Infinité divine et les notions de Puissances intermédiaires et d'Extase liées à la première. Or ces notions caractérisent la dernière période de la philosophie grecque. Philon et, par lui, les croyances judéo-orientales ont donc exercé sur cette philosophie une influence plus grande que les historiens, particulièrement M. Ed. Zeller, ne l'ont accordé, et qu'il faut même qualifier de prépondérante. »

— Henri Guyot, Les réminiscences de Philon le Juif chez Plotin, 1906, p. 89
La doctrine des puissances intermédiaires (δυνάμεις) chez Philon, qui établit une série de médiations entre Dieu et le monde créé, présente des similitudes frappantes avec la théorie plotinienne de la procession et des hypostases. Cependant, Plotin opère une transformation décisive: le Dieu à la fois personnel et infini de Philon devient, dans les Ennéades, un principe purement infini, et les puissances divines relativement indéterminées chez Philon deviennent un système hiérarchique rigoureux. Cette intégration de l'Infinité divine constitue une véritable révolution conceptuelle dans l'histoire de la philosophie occidentale, transformant radicalement l'héritage platonicien et aristotélicien. En effet, pour l'esprit grec classique, l'infini (ἄπειρον) était généralement associé à l'indétermination, à l'imperfection et au chaos, tandis que la limite et la définition étaient valorisées comme principes de perfection. L'audace de Plotin fut de faire de cette Infinité, d'origine judéo-orientale, le fondement même de sa métaphysique, bouleversant ainsi durablement les cadres traditionnels de la pensée grecque.

## Métaphysique
La doctrine philosophique de Plotin s'articule autour du thème platonicien par excellence, énoncé par Socrate dans le Théétète, et que répètera encore Aristote : « Il faut s’efforcer de fuir au plus vite d’ici-bas vers là-haut. Et fuir, c’est s’assimiler à Dieu dans la mesure du possible ». Ce thème de la fuite de l’âme hors du monde sensible est au cœur de la prédication de Plotin qui décrit, en valeur décroissante, les réalités qui s’échelonnent depuis le plus haut sommet du monde intelligible (le Premier) jusqu’au plus bas degré du monde sensible ; chacune de ces réalités naît de la précédente et constitue, selon Émile Bréhier, « un séjour possible pour l’âme qui se perd en descendant vers la matière, et regagne son être véritable en montant vers le Premier (L'Un). Cette doctrine n’est développée que pour rendre possible le thème édifiant de l’ascension de l’âme. Il s’agit de décrire la vraie patrie de l’âme par opposition au lieu où elle se trouve emprisonnée ». Plotin évoque avec lyrisme cette ascension comme « la fuite de l’être vers l’Un, seul à seul », par celui qui, ayant connu « l’éveil véritable » (ἀληθινὴ ἐγρήγορσις), n’a plus d’attache aux choses d’en bas : « il faut laisser là les royaumes et la domination de la terre entière, de la mer et du ciel. Enfuyons-nous dans notre chère patrie. Notre patrie est le lieu d’où nous venons, et notre père est là-bas. » C’est alors que l’âme peut goûter la béatitude de la contemplation de la Beauté et de Dieu, « l’être dont tout dépend, vers qui tout regarde, par qui est l’être, la vie et la pensée ».

### Les trois hypostases

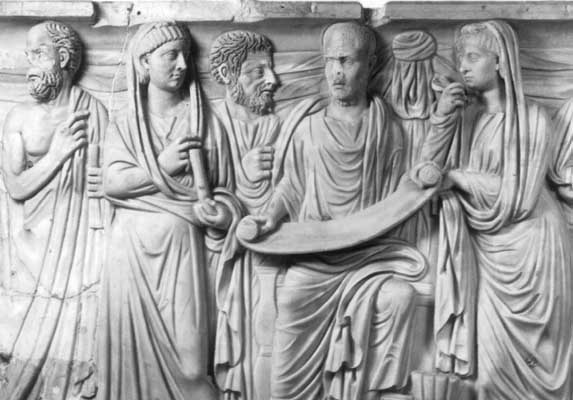
Frise d'un sarcophage du IIIe siècle conservé au musée grégorien égyptien surnommé « Sarcophage de Plotin » car on y verrait Plotin dans le personnage du philosophe assis, lisant en public. L'identification est néanmoins controversée.

Plotin adopte la division platonicienne entre monde sensible et monde intelligible (ou immatériel), et dans ce dernier il fait intervenir trois hypostases :
- L'Un ou le Bien (en grec ancien : ἕν / en)
- L'Intelligence (l'Intellect, νοῦς, le Noûs )
- L'Âme (ψυχή / Psuchè)

En réalité, le terme d'« hypostase » ne fut introduit que tardivement par Porphyre (dans le titre de Ennéades V, 1 [10] : Sur les trois hypostases qui ont rang de principes) pour désigner ces trois principes fondamentaux qui structurent le monde intelligible, et qui se retrouvent à l’intérieur de chacun de nous. Si Plotin emploie bien le terme, il ne l'utilise cependant jamais dans un sens différent de son acception courante à l'époque, signifiant « existence ». L'Un, l'Intellect et l'Âme sont les trois principes dont tout le reste dépend dans le monde sensible, ils ne forment aucune succession ni dans le temps ni dans l’espace, et fonctionnent comme trois niveaux de réalité distincts.
L’Un
L'Un est le principe suprême pour Plotin : il est sa propre cause et la cause de l'existence de toutes les autres choses de l'univers. Il n'a besoin d'aucun autre principe d'ordre supérieur pour « exister ». Assimilé au Bien par Plotin qui reprend, pour expliquer sa fonction, l'image du Soleil dans l’allégorie de la caverne de La République de Platon, il ne contient en lui aucune multiplicité, aucune altérité, aucune division et il n'est pas sujet au changement ; il est entièrement Un. Les explications de Plotin sur la nécessité d'un tel principe s'enracinent dans la tradition des Présocratiques qui cherchaient une explication simple et ultime à des phénomènes complexes. Plotin a trouvé ce principe dans la République de Platon et dans le Parménide.
L’Intellect
L'Intellect, lui, dérive de l'Un qui est son principe. Il contient en lui tout le pensable, c'est-à-dire l'ensemble des idées ou des intelligibles ou des Formes au sens de Platon. À ce titre, l'Intellect est le lieu par excellence de la réalité et de la vérité. Il est l'Être véritable. Il contient en lui la multiplicité des Formes. Pour Plotin, sans ces Formes, il n'y aurait pas de justification non arbitraire pour déclarer qu'une chose a telle ou telle propriété. Sans le postulat de l'Un, les Formes seraient éternellement désunies. Pour lui « l'intellect est le principe de l'essence… ou de l'intelligibilité comme l'Un est le principe de l'existant ».
L’Âme
Plotin distingue trois sortes d’âme : l'Âme hypostase, l’Âme du monde et les âmes des individus. L'Âme hypostase, éternelle, sans aucun lien avec la matière ou avec le corps, se tient à la frontière entre le monde intelligible et le monde sensible. Le concept d'âme du monde existait déjà dans le Timée de Platon. L'Âme du monde étant le principe du sensible, englobe le temps ; elle est elle-même au-dessus du sensible en tant que tel, qui en est séparé. La cause de sa génération est dans l’Intellect. Elle gouverne la nature corporelle supérieure du monde céleste. Elle est donc exempte des difficultés qui peuvent troubler les âmes individuelles. Pour expliquer le fonctionnement de l’individu soumis à l’hégémonie de l’âme, Plotin emprunte des principes à la théorie aristotélicienne de l’âme dans le De Anima. On voit qu’au fur et à mesure que l'on s'éloigne de l'Un, le monde comporte en lui une part de plus en plus grande de diversité, il perd donc en unité et en perfection. L'Âme se décline par conséquent à des degrés divers : l'Âme du monde est la plus parfaite, tandis que chaque âme individuelle a son propre degré de perfection. L'Âme déploie dans le temps le contenu de l'Intellect. L'âme n'est pas comme chez Aristote principe de vie, elle est l'activité la plus élevée de la vie.

### L'émanation de l'univers
En plus d'être constitué par trois principes fondamentaux, comme trois couches géologiques superposées, le monde, l'ensemble de ce qui existe, selon Plotin, obéit à une logique très spécifique. Le monde, dans son entièreté, émane de l'Un dans un mouvement qu'on appelle la « procession » (πρόοδος, proodos), et qui, dans son sens logique, ressemble beaucoup au concept platonicien de participation. Une chose « procède » de ce dont elle participe, et inversement. La nature de l'Un, qui est le principe premier selon Plotin, est telle que de lui émane nécessairement le reste du monde, par surabondance. Cependant, pour Jean-Louis Chrétien et Lloyd Gerson, le mot émanation peut induire en erreur. En effet, il ne faut entendre par là ni un processus temporel ni la division d'une unité potentiellement complexe, car, l'Un étant absolument un et donc absolument simple, il ne peut avoir en lui nulle complexité. S'il donne lieu au monde et à sa complexité, c'est que « le Bien donne ce qu'il n'a pas » : il n'a rien d'autre que lui-même et ne se donne pas lui-même ; l'émanation est comprise plutôt « en termes de dépendance ontologique atemporelle ». D'autres termes, comme celui de « dérivation », ont été proposés pour le remplacer.
L'émanation explique d'une part que l'Un engendre l'Intellect. Ensuite, l'Intellect, lui-même sujet à la procession, engendre une réalité inférieure à lui, l'Âme et, enfin, l'Âme produit à son tour le monde sensible qui lui n'est plus le principe de rien. D'autre part, la théorie de l'émanation montre que la procession est un processus logique qui ne dépend pas de la volonté d'un Créateur. Cette attitude vis-à-vis de l'origine du monde constitue une différence capitale entre le néoplatonisme païen de Plotin et le néoplatonisme chrétien de saint Augustin. En effet, contrairement aux penseurs juifs et aux premiers chrétiens, il n'y a ici aucun « acte » créateur à l'origine du monde, il n'y a aucune volonté divine à l'œuvre dans la création. L'Un donne naissance à tout, sans qu'il faille voir là l'action de sa volonté, à proprement parler.
La différence n'est d'ailleurs pas que dans l'origine du processus d'émanation. Elle est aussi interne à ce processus, car ce qui est engendré par l'Un, puis par l'Intellect, puis par l'Âme, est entièrement fait d'un seul coup : la succession n'est pas chronologique, mais uniquement logique, c'est-à-dire structurelle, pratiquement dialectique comme dans l'idéalisme de Hegel ou cognitive. De ce fait, il est impossible de distinguer un avant, un pendant et un après l'émanation, et il est également impossible de parler de création, y compris dans le sens d'une création sans intention de créer ni créateur. Contrairement à l'émanation par laquelle la lumière s'éloigne du Soleil, l'émanation de Plotin n'est pas un mouvement ni un changement au sens strict de ces termes, et il n'y a donc dans la philosophie de Plotin d'émanation qu'en un sens métaphorique. Pour toutes ces raisons, Plotin est un défenseur radical de l'éternité du monde, pour lui, le monde n'a jamais eu de commencement,. Malgré cela, sa pensée a eu une influence considérable sur de nombreux philosophes chrétiens, comme saint Augustin déjà mentionné.
L'Un est immuable et immobile, il n'a pas d'esprit, pas de volonté. Il est absolument transcendant et, à ce titre, il serait erroné de penser que le mouvement de procession d'où naît l'Intellect l'affecte en quelque façon que ce soit. L'Un n'y perd rien, il ne se divise pas non plus, ni ne se morcelle en une multitude d'êtres inférieurs. Il reste entier mais déborde en quelque sorte vers les niveaux de la réalité qu'il domine et soutient. L'Un se comporte à l'égard du réel un peu comme le Soleil qui, par ses rayons, donne aux objets la possibilité d'être vus, sans pour autant que l'intensité de sa lumière en perde quelque chose.
L'Un est absolument transcendant, mais il est aussi immanent en tout. Il n'est nulle part, mais il est partout. Tout a rapport, à des degrés divers, à l'Un, qui est la mesure de toutes choses. Puisque tout est issu de lui, directement dans le cas de l'Intellect ou indirectement, puisqu'il n'y a pas de séparation entre l'Un et le monde comme entre Dieu et sa création, tout est également lié à lui. Il est donc possible de retrouver en chaque être la trace de ses principes supérieurs. Ce mouvement de retour vers ses propres principes, complémentaire à la procession, est appelé la « conversion », et joue un rôle primordial dans la mystique de Plotin.

### L'Un, le Bien et le Mal
« Pour Plotin, la matière est identifiée au mal et à la privation de toute forme ou intelligibilité ». La matière dissout en quelque sorte les forces de l’âme en lui ajoutant le corps qui détourne l’âme de l’intelligible : « Telle est la chute de l’âme : venir dans la matière, s’y débiliter parce que l’âme ne jouit plus de toutes ses puissances, la matière paralysant leur activité »,. Sur ce point, il est consciemment en opposition avec Aristote pour qui la matière n'est pas privée de toute intelligibilité. Le problème est qu'alors, le mal qui est la matière est produit par l'Un qui est le Bien. C'est la thèse gnostique. Mais Plotin raisonne différemment. Le début du mal réside dans la séparation de l'Un par l'Intellect. En effet, la matière, le monde sensible en général, est le dernier degré de développement de l'Un. Elle est associée au mal et à la nécessité. Le mal est donc pour lui ce qui est le plus privé de perfection ; c'est un défaut de bien.

« De manière générale, il faut poser que le mal est un défaut de bien. Il est nécessaire que se manifeste ici-bas un défaut de bien, car le bien se trouve alors en autre chose. »

— Plotin, Ennéades III, 2 [47]
En fait la matière est le mal seulement lorsqu'elle devient la fin ou le but, de sorte qu'elle empêche le retour vers l'Un. Le corps humain n'est pas le mal en soi, il ne le devient que si l'être humain s'attache à son corps et l'idolâtre. De sorte que « le mal dans les corps est l'élément en eux qui n'est pas dominé par la forme ».

### Les deux matières
La matière, en grec ὕλη, hylé, fait l’objet du traité 12 (Ennéades II, 4) intitulé Des deux matières. Par opposition à la matière sensible des corps (σώματα), Plotin examine la question de savoir si la matière des essences intelligibles (νοηταὶ οὐσίαι) existe, et quelles sont ses propriétés. N’étant ni sentie ni comprise, et privée de toute forme (ἄμορφον), la matière possède un caractère indéfini (ἀόριστον) et « s’épuise en un rapport de négation à toutes les significations possibles ». Dans le monde, elle s’impose pourtant dans l’irréductible diversité des objets. Aussi Plotin cherche-t-il à définir cette sorte d’« absence réelle ». Pour faire ressortir son irréductible négativité, comme « l’autre », l’ἕτερον du Sophiste, il affirme que « le seul nom qui convienne à la matière, c’est autre, ou plutôt autres parce que le singulier est encore trop déterminatif, et que le pluriel exprime mieux l’indétermination » ; en proposant de l’appeler non pas τὸ ἄλλο mais τὸ ἄλλα, « le autres », et en accolant un pluriel à l’article singulier, il souligne ce qu’il y a d’impensable en la matière : « Comment concevrai-je l’absence de grandeur dans la matière ? Comment peut-on concevoir quelque chose qui soit sans qualité ? », s’interroge-t-il. Cette indétermination empêche toute cohérence, et la matière apparaît ainsi comme ce qui résiste à toute communication. Cependant, Plotin ne peut faire l’économie d’une telle investigation, car la matière menace le monisme auquel il tient tant. Selon Richard Dufour, « dans le contexte d’une procession intégrale, la matière devrait procéder de l’Un, mais comment le sans-forme pourrait-il venir de l’Un et du monde intelligible ? La solution proposée dans ce traité consiste à poser la matière sensible comme une image d’une matière intelligible. Plotin met beaucoup de soin à décrire chacune de ces matières, leurs points communs mais aussi leurs différences. Les problèmes qui se posent se révèlent toutefois si grands que Plotin abandonnera cette doctrine d’une double matière. Il fera de la matière, dans des traités postérieurs, un produit de l’âme et non une image d’un archétype intelligible. Le rapport entre une image et son modèle ne s’applique pas à la matière. Admettre une matière intelligible laisse entendre que l’Intellect est matériel au sens où il reçoit ses contenus de l’extérieur, alors qu’il doit s’auto-constituer, se donner à lui-même ses raisons ».

### Mystique plotinienne et gnosticisme
La spéculation de Plotin a pour ambition ultime de tirer de la philosophie une sagesse et une vie spirituelle en vue de réaliser l’union intime de l’âme avec la plénitude du divin. D’inspiration profondément religieuse, cette spiritualité mystique répugne expressément à toute religion et rejette les techniques de salut comme prière, rites et toute forme de magie ; elle n’exclut pourtant pas une parenté certaine avec les dogmes de la gnose, qu’elle soit chrétienne ou manichéenne — entre autres les révélations du traité Poïmandrès dans le Corpus Hermeticum, celles de Valentin et des textes de la Bibliothèque de Nag Hammadi — ; mais elle présente en même temps d’irréductibles différences avec les gnostiques, considérés comme des adversaires.
Les traités de Plotin font en effet état d’une odyssée de l’âme aux accents mystiques et poétiques. La vie d’ici-bas, « c’est pour l’âme une chute dans la matière (ἔκπτωσις), un exil (φυγή), la perte de ses ailes (πτερορρύησις) ». Même nos amours mortelles ne s’adressent qu’à des fantômes (εἰδώλων ἔρωτες). L’âme, troublée par les passions du corps, oublieuse de son origine divine, s’égare dans la joie de son indépendance et de son « estime pour les choses d’ici-bas ». Mais la conscience de cette chute est en même temps la clef de la conversion et du retour au monde transcendant. Contrairement aux hommes qui fuient « loin de Dieu ou plutôt loin d’eux-mêmes », le sage, pénétré de raison et de vertu véritable, se recueille en lui-même et remonte de sa multiplicité momentanée à son unité primordiale. Car, bien qu’incorporée dans le sensible, l’âme humaine est consubstantielle (τὸ ὁμοούσιον) au divin ou à l’Intellect dont elle provient, elle conserve donc un lien direct et ininterrompu avec les réalités transcendantes : Plotin développe ainsi une mystique de l’immanence dans le cadre d’une métaphysique de la transcendance. Alors commence ce qu’il appelle, dans le traité 54 des Ennéades (VI, 9), « la fuite de l’âme vers Dieu qu’elle voit seule à seul » (φυγὴ μόνου πρὸς μόνον). À « la fin du voyage », dans le ravissement de leur contemplation, les âmes connaissent l’extase (ἔκστασις) qui est « union intime dans une sorte de contact silencieux avec le divin ». Délivrées des maux, elles « forment autour de Dieu une ronde sacrée ».
Cette doctrine de l’appartenance de l’âme au divin s’exprime chez Plotin sous la forme d’une non-descente partielle de l’âme, en effet « il n’est pas permis que le tout de l’âme soit entraîné vers le bas », écrit-il. L’âme ne descend jamais tout entière ici-bas puisqu’elle a sa permanence dans l’intelligible et ne saurait en être détachée. Or les gnostiques, qui admettaient l'identité de substance entre l’âme et l'intelligible, furent les premiers à introduire le terme de consubstantialité dans la littérature sacrée, bien avant les querelles du Premier concile de Nicée. Pour les gnostiques, le salut était assuré par la substance dite pneumatique de certaines âmes élues, retournant après leur mort au Plérôme dont elles proviennent. Plotin s’indigne de ce privilège natif réservé à quelques élus, « il ne faut pas penser qu’on est seul à pouvoir devenir meilleur », écrit-il dans son traité Contre les gnostiques, car « même l’homme qui était auparavant humble, mesuré et modeste devient arrogant s’il s’entend dire : “tu es un enfant de Dieu tandis que les autres que tu admirais ne le sont pas” » ; Plotin élargit donc cette théorie à l’ensemble des hommes, affirmant : « Toute âme est fille du père de là-bas ». Un autre thème, pourtant foncièrement gnostique, illustre l’irréductible différence qui oppose Plotin à la philosophie de ses adversaires. Le thème, sans précédent dans toute l’Antiquité, de la divinisation de l’homme (θεωθῆναι, θεὸν γενόμενον) est un héritage hermétique et gnostique, notamment séthien, puisqu’il figure dans les traités de Poïmandrès, de l’Allogène tiré de la bibliothèque copte de Nag Hammadi — traité connu de Plotin, comme en témoigne Porphyre — ainsi que dans l’Anonyme de Bruce. Mais en rapportant à la première personne du singulier sa propre capacité à devenir dieu, dans le traité 6 (IV, 8, 1), Plotin signifie qu’il n’est nul besoin des rites mystérieux des gnostiques, de leurs révélations oraculaires et incantations adressées à quelque personnage mi-fictif mi-réel. Le mysticisme rationaliste de Plotin, débarrassé du style vibrant des révélations mythiques de la gnose, apparaît donc comme l’héritier intellectualisé du mysticisme gnostico-hermétique. Il s’oppose également à la doctrine chrétienne du salut et à son messianisme qui implique une parousie historique et la présence d’un Sauveur.
Le différend de Plotin avec les gnostiques s’est étendu à la conception cosmologique. Le contexte de la doctrine sur l’âme « se révèle indubitablement gnostique et a partie liée avec la continuité de l’ordonnancement intelligible que Plotin cherche à restaurer contre la discontinuité tragique importée par les cosmogonies gnostiques », écrit Jean-Marc Narbonne. Pour Plotin en effet, la solidarité prévaut dans l’univers entre le sensible et l’intelligible, de sorte que l’Âme du monde, toujours illuminée, possède continûment la lumière et la fournit aux choses qui viennent immédiatement à sa suite, l’ordre du cosmos étant ininterrompu et éternel. Cet ordonnancement des réalités dans lequel « toutes choses sont tenues ensemble » est un désaveu radical apporté au mépris dans lequel les gnostiques tenaient le monde sublunaire, considéré comme mauvais et déchu : Plotin condamne cette conception cosmologique pessimiste et anti-hellénique qui tourne le dos à toute la tradition grecque classique d’un « cosmos » ordonné et beau créé par un Démiurge bon, aussi proteste-t-il avec véhémence, dans le traité 33 (II, 9, 13), contre « celui qui méprise le monde » car « il ne sait pas ce qu’il fait ni jusqu’où son impudence le mène ».

## Éthique

### Une morale de la catharsis
Pour Plotin, le corps ne semble jamais être autre chose que la prison de l'âme. En effet, la matière, le monde sensible en général, est le dernier degré de développement de l'Un comme nous l'avons vu. Pour atteindre la sagesse, l'homme doit accorder à son âme toute l'attention. Il doit se tourner vers la raison et éviter à tout prix de se laisser perturber par son environnement extérieur et par les passions. Pierre Hadot observe que ce n'est pas le corps en tant que tel que Plotin rejette, au contraire il prenait lui-même soin de son corps, mais les affections susceptibles de venir perturber l'âme en ce corps :

« Ce n'est donc pas par haine et par dégoût du corps qu'il faudra se détacher des choses sensibles. Celles-ci ne sont pas mauvaises en elles-mêmes. Mais le souci qu'elles nous causent nous empêche de faire attention à la vie spirituelle dont nous vivons inconsciemment. »

— Pierre Hadot, Plotin ou la simplicité du regard.
Du fait de notre complexité interne, l’être multiple que nous sommes se laisse envahir par ces affections mauvaises que sont « le désir, la colère ou une imagination vicieuse » ; la partie inférieure de notre âme, le pire de nous-mêmes, prend alors le dessus. La faute consiste à s’incliner vers le corps et vers la matière, au point d’en devenir le complice, à tout voir à travers lui ; or, la matière pour Plotin est l’obstacle qui empêche l’âme de réaliser pleinement son essence. Aussi, l’activité morale exige-t-elle une purification : chez Plotin, « l’ascèse éthique n’est qu’une propédeutique à la cathartique » ; à la tempérance qui mesure les désirs, il faut préférer celle qui nous en débarrasse. C’est en ce sens qu’il faut comprendre la formule de Plotin selon laquelle « les vertus sont des purifications, et par la purification surtout nous devenons semblables à Dieu ».

### La question du bonheur et du mal
Cherchant à définir un bonheur (εὐδαιμονία) proprement humain, Plotin traite ce sujet moral dans le traité 46 sur le mode polémique, en argumentant contre les positions des stoïciens et des épicuriens. Il commence par affirmer que « le bonheur se trouve dans la vie ». Loin d’encourager un quelconque hédonisme, Plotin, suivant la position d’Aristote, montre que ce terme de « vie » ne doit pas être pris dans un sens univoque ; on peut reconnaître, dit-il, une aptitude au bonheur à tous les êtres vivants, aux animaux sans raison comme aux plantes, à condition de reconnaître aussi que ces animaux sans raison n’ont pas accès à la forme de bonheur auquel les êtres rationnels ont accès ; en effet, chaque niveau de réalité, sauf le plus élevé, est la copie ou l’image dégradée du niveau immédiatement supérieur, il y a donc différents types de bonheur selon la forme de vie disponible à chaque niveau ; mais seule la forme de vie la plus élevée, celle du Noûs, la vie conforme à l'Intellect, peut définir une vie bonne et heureuse : « La vie parfaite, véritable et réelle existe en cette nature de l'intelligence, toutes les autres vies sont des images de la vie parfaite, elles ne sont pas la vie dans sa plénitude et sa pureté ». Or l’homme a effectivement accès à ce bonheur parfait puisqu’« il possède la faculté de raisonner et l’intelligence véritable (λογισμὸν καὶ νοῦν ἀληθινόν). » Plotin conclut que le bonheur consiste à réaliser cette forme de vie complète : « Les autres hommes la possèdent seulement en puissance ; mais l’homme heureux est celui qui est en acte cette vie elle-même, celui qui est passé en elle jusqu’à s’identifier avec elle ». L'homme heureux utilise sa volonté pour tendre vers le bien et vers l'Intellect qui est directement issu de l'Un (ou du Bien) jusqu'à s’identifier à lui : il cesse de vouloir les éléments du monde sensible, il ne cherche plus rien. Et rien ne vient troubler la béatitude de ce sage, ni la mort de ses proches, ni les grandes infortunes, car son bonheur est placé dans la possession du vrai bien. Le bonheur n'a donc rien de commun avec le corps, le monde sensible, ou la matière, dans lesquels le mal est présent. Néanmoins, contrairement aux gnostiques, Plotin ne pense pas que le mal soit une puissance active et réelle.

## Psychologie
Plotin rend compte du fonctionnement de l’individu à travers une conception dualiste de la psychologie, le corps étant inférieur à l’âme humaine et soumis à son contrôle. Selon René Violette, « il ne fait aucun doute que Plotin n’ait été, parmi tous les philosophes grecs, celui qui utilise le plus fréquemment l’expérience psychologique pour compléter et parfois même orienter sa méditation métaphysique. » Il est aussi le premier à avoir tenté d’élucider la question de la conscience et de ses formes. Plotin use de trois mots-clefs pour désigner les trois formes principales de la conscience, celle des hypostases aussi bien que la nôtre, au niveau purement humain : συναίσθησις / synaïsthésis, παρακολούθησις / parakolouthésis et ἀντίληψις / antilepsis. La συναίσθησις est une intuition d’ensemble, une conscience intérieure immédiate qui porte sur la pensée de l’Intellect et celle de l’Un, c’est-à-dire lorsque le Νοῦς a l’intuition de lui-même mais aussi lorsque c’est nous qui, « nous éveillant à nous-mêmes », remontons à son niveau en franchissant le dernier degré de la conversion : « L’âme va vers l’Intellect, puis elle s’accorde avec elle. Dans cet état, elle ne peut changer : elle a un rapport immuable à la pensée et elle possède la συναίσθησις d’elle-même parce qu’elle ne fait plus qu’une seule et même chose avec l’intelligible » Dans la sphère de la pensée purement humaine, et dans l'équilibre des fonctions corporelles, la conscience « est là sans y être », nous ne ressentons rien, et cet état neutre est la base de la doctrine plotinienne de l'affectivité.
Plotin parle aussi de la conscience dédoublée et réfléchie, tournée en extériorité pure, au niveau du sensible, qu'il appelle l’ἀντίληψις. C’est la perception d’une sensation extérieure, portant sur un être différent de soi. Lorsque le dédoublement porte sur un objet intérieur au sujet, Plotin parle de conscience avec « accompagnement », en grec, παρακολούθησις : cette forme de conscience est dédoublée par réflexion, son objet est du mental projeté, comme c’est le cas pour les concepts-limites des mathématiques. Plotin montre que cette conscience de l’intériorité projetée disparaît dans le cas de la concentration maximale : « Celui qui lit n’a pas nécessairement conscience accompagnante qu’il lit, surtout s’il lit avec attention. »
Plotin a également enrichi les conceptions traditionnelles de la perception et de la mémoire : dans la IVe Ennéade, traité 6, il suggère que les souvenirs inconscients peuvent être plus forts et plus durables que les souvenirs conscients. Or, nos personnalités, selon lui, sont formées par nos expériences et par nos souvenirs. Plotin introduit ainsi, selon Henry Blumenthal, « l’une des plus claires anticipations de la pensée moderne par la psychologie ancienne ».

### Les niveaux de conscience du moi
L’une des conceptions les plus justement célèbres de Plotin concerne sa théorie des différents niveaux de conscience du Moi. Pour Plotin, « le moi humain n'est pas irrémédiablement séparé du modèle éternel du moi tel qu'il existe dans la pensée divine », de sorte que nous pouvons, lors d'expériences spirituelles, nous identifier à ce moi éternel. Fondant sa position sur l’enseignement de Platon sur l’âme entendue comme « une plante non point terrestre mais céleste », Plotin écrit :

« Et, s'il faut, à l’encontre de l’opinion des autres, avoir l'audace de dire avec plus de clarté ce qu’il nous paraît, notre âme non plus ne s'est pas enfoncée en sa totalité [dans le sensible], mais il y a quelque chose d'elle qui demeure toujours dans le monde intelligible (IV 8, 8, 1). »

Plotin se pose alors la question de savoir pourquoi nous utilisons si peu, voire pas, ces capacités supérieures. Pour lui cela vient du fait que nous n'en sommes pas conscients car la conscience est située entre « la vie silencieuse et inconsciente de notre moi en Dieu, la vie silencieuse et inconsciente du corps » : en d’autres termes, l’âme n’a pas conscience d’appartenir encore à l’Intellect, et elle n’est pas toujours au fait de ce qui se passe en elle du côté du corps, relativement aux désirs.
Pour atteindre la sagesse et le bonheur, l'homme doit, à force d’exercices philosophiques, continuer ce mouvement introspectif, la conversion, jusqu'à retrouver en lui l'Intellect et, au-delà d'elle, l'Un dont son âme est issue. Cet idéal du bonheur (que Plotin semble avoir atteint quatre fois durant les six années où Porphyre était dans son entourage) est une union mystique avec Dieu, la contemplation de Dieu dans l'extase. André Bord rapproche ainsi la philosophie de Plotin des visions extatiques de saint Jean de la Croix, dans la mesure où elle préfigure la conception chrétienne de l'âme incarnée pouvant se tourner vers Dieu, par l'introspection.

### L'amour et le beau
Une affinité élective existe entre l’âme humaine et la beauté : « L’âme la reconnaît, elle l’accueille, et en quelque manière, s’y ajuste », car « elle se complaît dans le spectacle des êtres de même genre qu’elle. » Cet attrait de l’âme pour le beau est la preuve de leur origine commune. Plotin admet l’objectivité du beau, (τὸ καλόν) en tant que qualité ou accident de la substance des choses, mais distingue le beau du monde sensible et le beau du monde intelligible. Plotin établit ainsi la hiérarchie des différentes beautés, en gradation descendante : « Il faut poser d’abord que la beauté est aussi le bien ; de ce bien, l’intelligence (νοῦς) tire immédiatement sa beauté ; et l’âme est belle par l’intelligence ; les autres beautés, celle des actions et des occupations, viennent de ce que l’âme y imprime sa forme. » Parmi les beautés produites par la nature, Plotin convoque la figure d’Hélène, véritable parangon de la beauté naturelle. En l’associant à l’éclat brillant de la lumière, Plotin souligne que cette beauté n’a rien à voir avec aucun des aspects matériels d’un objet, quel qu’il soit. Commentant fidèlement le Phèdre et le Banquet de Platon, pour qui la beauté est « resplendissante à voir », Plotin rappelle que la lumière s’identifie au monde intelligible, décrit comme « entièrement lumineux et transparent, où règne la lumière pour la lumière (φῶς γὰρ φωτί) ». Cette splendeur lumineuse de la beauté sensible fait donc signe vers Dieu, elle est conforme à un modèle intelligible. Cet archétype, c'est l’Idée du Beau en soi, et l’âme humaine aspire à s’élever jusqu’à lui, elle aspire au Beau pour le Bien, parce que le Beau est lui-même l’éclat du Bien : l’ascension esthétique, qui conduit ainsi de la beauté du monde, des œuvres artistiques et des belles actions à ce principe transcendant du Beau, est en même temps ascension éthique et métaphysique.
Dans le système esthétique de Plotin, toute beauté, dans les arts comme dans la nature ou dans l’âme, suppose la présence de « la forme (εἶδος) qui, du principe créateur, passe dans la créature » ; cette forme domine la matière où elle s’inscrit, et trouve sa source dans l’activité d'un logos supérieur. Ce principe rationnel, premier et non matériel, à l’origine de toute beauté, humaine ou divine, est l’Intellect, le νοῦς. Or c'est l’Un ineffable qui est lui-même la cause immédiate de l’être et de la beauté de l’Intellect. La beauté intelligible du Principe premier brille de tout l’éclat de la perfection infinie, elle est illimitée, éternelle, vraie. Sa beauté est la splendeur de son essence manifestée à son intellect et aimée par sa volonté : essence, acte d’intellection et acte de volonté constituent Dieu, en lui-même. Et dans sa relation avec nous, la beauté du Principe suprême réside dans la splendeur du Bien, « vers qui tendent toutes les âmes ». Beauté suprême et Bien coïncident dans une parfaite unité. C’est pourquoi la vision de la beauté enflamme l’âme d’un amour débordant : « C’est seulement lorsque l’âme reçoit l’effluve qui vient du Bien qu’elle s’émeut : elle est alors saisie d’un transport bachique et remplie de désirs qui l’aiguillonnent. C’est alors que naît l’amour. […] Dès qu’elle ressent la douce chaleur du Bien, l’âme prend force, elle s’éveille, elle devient véritablement ailée, elle s’élève, légère, conduite par le souvenir. L’âme est emportée vers le haut, emportée par Celui qui donne l’Amour. Et elle s’élève au-dessus de l’Esprit, mais elle ne peut courir au-delà du Bien car il n’y a rien au-dessus de lui,. »

## Les représentations figurées de Plotin
Plotin aurait refusé d'être représenté de son vivant, considérant que ce ne serait que « l'image d'une image ». Mais le peintre Cartérius le représenta de mémoire,.
Cinq têtes ou buste en marbre furent retrouvés au XXe siècle, dont les datations hypothétiques vont de époque sévèrienne jusqu'à la fin de vie de Plotin. Trois sont exposés au musée d'Ostie, l'une au Musée Chiaramonti au Vatican et la dernière au musée d'art de Santa Barbara (Inv. 1995.26.21). Deux des répliques furent découvertes à Ostie dans les ruines d'une prétendue école de philosophie (le statut du bâtiment n'est pas assuré) et d'un milieu néoplatonicien. Les « caractères orientaux » tel le crâne allongé, la barbe en pointe et le visage connu pour qu'il y ait autant de bustes font identifier Plotin selon plusieurs philologues, notamment Hans Peter L'Orange, en se basant sur Porphyre. Le nombre de répliques est plutôt grand pour un philosophe, en sachant qu'il n'était pas rare qu'un philosophe fût immortalisé en statue de son vivant ou juste après sa mort (Proclus, Épicure, Platon, Lycon…). Les bustes sont depuis souvent repris comme illustrations ou couvertures des Ennéades, alors que l'absence d'inscriptions sur une des copies rend l'identification hypothétique,,.
Sur la frise d'un sarcophage exposé au musée grégorien profane, un philosophe lisant en public fut souvent vu comme une représentation de Plotin mais son identification est nettement plus controversée (le personnage ne porte pas le pallium des philosophes),,.

## Postérité de Plotin

### Influence sur la philosophie

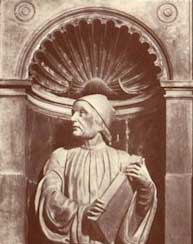
Buste de Marsile Ficin, traducteur de Plotin à la Renaissance, par Andrea Ferrucci à la cathédrale de Florence.

Plotin eut une influence majeure sur toute la philosophie tardo-antique après lui puis sur toute la philosophie médiévale. Il fut le responsable d'une résurrection magistrale de Platon et Aristote durant l'Antiquité, et alla même plus loin encore puisqu'il parvint à les réconcilier et à créer une synthèse de toute la philosophie grecque, si bien que la plupart des philosophes non-manichéens et non-chrétiens originaires de l'Empire romain furent inspirés ou du moins profondément marqués par le néoplatonisme. Cependant, peut-être en partie grâce à des influences communes comme celle de Philon d'Alexandrie, son rayonnement fut considérable même parmi les chrétiens, pour commencer sur saint Augustin, puis, à travers lui, sur toute la philosophie moderne. Il fut également à l'origine d'un courant mystique tenace dans le christianisme médiéval, dont quelques représentants sont Boèce et le Pseudo-Denys l'Aréopagite, et qui resta important même à l'époque de la scolastique, avec par exemple Robert Grossetête et Nicolas de Cues. Pour finir, sa pensée fut au cœur de celles des philosophes byzantins du Moyen Âge, les chrétiens (dont Michel Psellos) comme les très rares non-chrétiens (dont Gémiste Pléthon).
Ces influences sont cependant indirectes pour la plupart, jusqu'à la redécouverte de Plotin à l'époque moderne. L'édition de l'œuvre majeure de Plotin, les Ennéades, fit de Plotin le principal interprète de la pensée de Platon quasiment jusqu'au XIXe siècle. Grâce à la traduction de Marsile Ficin en 1492, la pensée de Plotin put se déployer à l'ouest de l'Europe où elle a marqué les écrits d'Érasme, de Thomas More et au XVIIe siècle les platoniciens de Cambridge. À travers Proclus, qui en était extrêmement proche, elle influença également Leibniz.
Enfin, la philosophie plotinienne marque l'idéalisme allemand au XIXe siècle, tout spécialement Hegel et Schelling, et de nombreux métaphysiciens importants du XXe siècle, dont Bergson, Émile Bréhier, André-Jean Festugière, Pierre Hadot, Gilles Deleuze,, Jean-Louis Chrétien et Jean-Michel Le Lannou. Bergson disait par exemple que « Plotin est l'inventeur génial d'une sorte de métaphysique expérimentale : il ne recherche pas seulement le concret, il le recherche dans le moi... Plotin serait donc le créateur de la méthode psychologique en philosophie ». Pierre Hadot, quant à lui, écrit : « Mon intérêt pour la mystique prend naissance dans ces lectures des poèmes de saint Jean de la Croix et des textes de Thérèse d'Avila ou de Thérèse de Lisieux. Ce qui m'a conduit à Plotin et à Wittgenstein ».

### Influence sur les religions

#### Monothéismes
À Rome, la philosophie de Plotin répondait aux aspirations d’une époque moralement inquiète et superstitieuse, et qui subissait de plus en plus l’attrait puissant du mysticisme, et le développement du christianisme : l’Orient venait d’apporter, avec Philon d'Alexandrie, la notion d’un Dieu infini et existant par soi, tandis que navigateurs et négociants apportaient la mystique hindoue ; or, Plotin assignait justement comme fin unique à la vie philosophique la connaissance de Dieu, non par le raisonnement mais par l’union de l’âme et de la divinité dans l’extase. Au plan de la doctrine même, les théologies chrétiennes, juives et musulmanes ont été marquées durant leur période formative par la philosophie grecque qui leur a fourni les mots et les arguments pour structurer leur pensée religieuse. Le platonisme dans sa version plotinienne est la philosophie qui leur a semblé la plus à même pour les aider à élaborer leur théologie. Dans le christianisme en particulier, Plotin a été perçu par certains pères de l’Église, aux IVe et Ve siècles, comme le témoin païen du dogme de la Trinité ; mais les trois hypostases de Plotin ne sauraient être comparées à la Trinité consubstantielle du dogme chrétien.

#### Néoplatonisme islamique
La doctrine plotinienne de l'émanation a influencé le soufi Ibn Arabi, même si ce dernier préfère employer le terme de théophanie (ou manifestation, tajalliyat), et la doctrine de l'unicité de l'être (wahdat al-wujud). Plus généralement, les théologiens et philosophes de l'islam sont familiers des textes de Plotin, comme le dit Netton : « Islamic Neoplatonism developed in a milieu which was familiar with the doctrines and teachings of Plotinus (Le néoplatonisme islamique s'est développé dans un milieu qui connaissant les doctrines et les enseignements de Plotin). ».

#### Le cas de laThéologie d'Aristotedans le monde arabe
Après la chute de l'Empire romain d'Occident, certains extraits des trois dernières Ennéades compilés en syriaque par un néoplatonicien du VIe siècle furent traduits en arabe vers 840 par un chrétien d’Émèse, et se diffusèrent sous le nom de Théologie d'Aristote. Ce texte fut longtemps attribué, à tort, à Aristote et influença plusieurs penseurs arabes parmi lesquels Al-Kindi, Al-Fârâbî et Avicenne. Ce document n'est plus connu que partiellement, et dans des versions diverses, ce qui rend son étude difficile. La Théologie d'Aristote n'a rien à voir avec le penseur du même nom. Le contenu du texte semble en réalité être la préparation de la traduction arabe des Ennéades de Plotin à partir du grec. L'identité du véritable auteur de ce texte est encore débattue, mais Porphyre n'aurait rien à voir avec celui-ci. La Théologie d'Aristote a été publiée en anglais, dans le deuxième volume des Plotini Opera.

### Influence sur l’art et la littérature
À partir de la traduction latine publiée en 1492 par Marsile Ficin, peintres et poètes de la tradition occidentale se sont inspirés des images et des allégories de Plotin ; selon l’historien de l’art Erwin Panofsky, l’allégorie des deux Aphrodites, dans le traité 5 de la IIIe Ennéade, pourrait avoir inspiré les Geminae Veneres, les Vénus jumelles de Marsile Ficin et peut-être, le tableau du Titien peint en 1514, intitulé Amour sacré et Amour profane. Les belles pages de Plotin sur la lumière éclatante de la vision mystique de l’Un, « lumière brillante de clarté, lumière intelligible, lumière pure, subtile, légère dans laquelle l’âme est comme un feu resplendissant », sont à l’origine d’une philosophie et d’une esthétique de la lumière qui s’est diffusée dans tout le Moyen Âge, grâce à l’œuvre du pseudo-Denys l'Aréopagite
. Comme l’a bien montré l’historien André Grabar, — et comme Gilles Deleuze l’observe aussi — c’est parce que l’art byzantin est pénétré de la pensée plotinienne qu’il cherche à traduire autre chose que les formes matérielles ; s’il fait un tel usage de la mosaïque et de ses ors, c’est pour exprimer, à l’image de Plotin, la lumière surnaturelle de sa spiritualité.